# Lijst van brutoformules C40-C49
Dit lemma is een onderdeel van de lijst van brutoformules met 40 tot en met 49 koolstofatomen.

## C40
| Brutoformule                         | Naam                                                 |
| ------------------------------------ | ---------------------------------------------------- |
| {\displaystyle {\ce {C40H34N2O8}}}   | fagopyrine                                           |
| {\displaystyle {\ce {C40H50O2}}}     | Rhodoxanthine                                        |
| {\displaystyle {\ce {C40H52O2}}}     | Luteïne ~ Ook wel: E161b                             |
| {\displaystyle {\ce {C40H52O2}}}     | Canthaxantine ~ Ook wel: E161g                       |
| {\displaystyle {\ce {C40H52O4}}}     | Astaxanthine                                         |
| {\displaystyle {\ce {C40H53N7O5S2}}} | Cobicistat                                           |
| {\displaystyle {\ce {C40H56}}}       | α-Caroteen ~ als caroteen                            |
| {\displaystyle {\ce {C40H56}}}       | β-Caroteen ~ als caroteen                            |
| {\displaystyle {\ce {C40H56}}}       | γ-Caroteen ~ als caroteen                            |
| {\displaystyle {\ce {C40H56}}}       | δ-Caroteen ~ als caroteen                            |
| {\displaystyle {\ce {C40H56}}}       | Lycopeen ~ Ook wel: E160d ~ als caroteen             |
| {\displaystyle {\ce {C40H56O}}}      | Kryptoxanthine ~ Ook wel: E161c                      |
| {\displaystyle {\ce {C40H56O}}}      | Rubixanthine ~ Ook wel: E161d                        |
| {\displaystyle {\ce {C40H56O2}}}     | Zeaxanthine ~ Ook wel: E161h                         |
| {\displaystyle {\ce {C40H56O3}}}     | Flavoxanthine ~ Ook wel: E160a, boterbloemextract    |
| {\displaystyle {\ce {C40H56O4}}}     | Violaxanthine ~ Ook wel: E161e                       |
| {\displaystyle {\ce {C40H58CuO4}}}   | Koperresinaat {\displaystyle {\ce {Cu(C19H29COO)2}}} |
| {\displaystyle {\ce {C40H70O33}}}    | Heptamaloxyloglucan                                  |

## C41
| Brutoformule                         | Naam                                                 |
| ------------------------------------ | ---------------------------------------------------- |
| {\displaystyle {\ce {C41H26}}}       | Bis(10-fenyl-9-anthryl)carbeen ~ als Stabiel carbeen |
| {\displaystyle {\ce {C41H63NaO17S}}} | Holothurine B ~ als Holothurine                      |
| {\displaystyle {\ce {C41H64O13}}}    | Digitoxine                                           |
| {\displaystyle {\ce {C41H65NO}}}     | Spinosyn A ~ als bestanddeel van Spinosad            |
| {\displaystyle {\ce {C41H64O14}}}    | Digoxine                                             |
| {\displaystyle {\ce {C41H71N3O8}}}   | Tildipirosine                                        |
| {\displaystyle {\ce {C41H79N3O12}}}  | Tulatromycine                                        |

## C42
| Brutoformule                         | Naam                                                           |
| ------------------------------------ | -------------------------------------------------------------- |
| {\displaystyle {\ce {C42H24}}}       | Decaceen ~ als Aceen                                           |
| {\displaystyle {\ce {C42H28}}}       | Rubreen                                                        |
| {\displaystyle {\ce {C42H42N28O14}}} | Cucurbit(7)uril ~als Cucurbituril                              |
| {\displaystyle {\ce {C42H58O6}}}     | Fucoxanthine                                                   |
| {\displaystyle {\ce {C42H62O16}}}    | Glycyrrizinezuur ~ Ook wel: Glycyrrhizine of Glycyrrhizinezuur |
| {\displaystyle {\ce {C42H67NO10}}}   | Spinosyn D ~ als bestanddeel van Spinosad                      |
| {\displaystyle {\ce {C42H70O35}}}    | β-Cyclodextrine ~ Ook wel: β-CD ~ als Cyclodextrine            |
| {\displaystyle {\ce {C42H72O14}}}    | Ginsenoside Rg1 ~als Ginsenoside                               |
| {\displaystyle {\ce {C42H80O6}}}     | Glyceryltritridecanoaat                                        |

## C43
| Brutoformule                           | Naam                             |
| -------------------------------------- | -------------------------------- |
| {\displaystyle {\ce {C43H53NO14}}}     | Docetaxel                        |
| {\displaystyle {\ce {C43H58N4O12}}}    | Rifampicine                      |
| {\displaystyle {\ce {C43H65N5O10}}}    | Telithromycine                   |
| {\displaystyle {\ce {C43H66N12O12S2}}} | Oxytocine                        |
| {\displaystyle {\ce {C43H68ClNO11}}}   | Pimecrolimus                     |
| {\displaystyle {\ce {C43H72Cl2P2Ru}}}  | Grubbs' katalysator 1e generatie |
| {\displaystyle {\ce {C43H72O11}}}      | Narasin                          |
| {\displaystyle {\ce {C43H74N2O14}}}    | Spiramycine                      |
| {\displaystyle {\ce {C43H88O3}}}       | Archaeol                         |

## C44
| Brutoformule                          | Naam                                                   |
| ------------------------------------- | ------------------------------------------------------ |
| {\displaystyle {\ce {C44H32P2}}}      | BINAP ~ IUPAC: 2,2'-bis(difenylfosfino)-1,1'-binaftyl. |
| {\displaystyle {\ce {C44H50Cl2N4O2}}} | Alcuroniumchloride                                     |
| {\displaystyle {\ce {C44H50N4O2}}}    | Alcuronium                                             |
| {\displaystyle {\ce {C44H64O24}}}     | Tacrolimus                                             |
| {\displaystyle {\ce {C44H69NO12}}}    | Crocine                                                |
| {\displaystyle {\ce {C44H70O23}}}     | Rebaudioside A                                         |
| {\displaystyle {\ce {C44H71NO13}}}    | Tacrolimus monohydraat                                 |

## C45
| Brutoformule                         | Naam                    |
| ------------------------------------ | ----------------------- |
| {\displaystyle {\ce {C45H54F2N4O8}}} | Vinflunine              |
| {\displaystyle {\ce {C45H57NO14}}}   | Cabazitaxel             |
| {\displaystyle {\ce {C45H69O3P}}}    | Tris(nonylfenyl)fosfiet |
| {\displaystyle {\ce {C45H73NO15}}}   | Solanine                |

## C46
| Brutoformule                           | Naam                             |
| -------------------------------------- | -------------------------------- |
| {\displaystyle {\ce {C46H26}}}         | Undecaceen ~ als Aceen           |
| {\displaystyle {\ce {C46H56N4O10}}}    | Vincristine                      |
| {\displaystyle {\ce {C46H62N4O11}}}    | Rifabutine                       |
| {\displaystyle {\ce {C46H65Cl2N2PRu}}} | Grubbs' katalysator 2e generatie |
| {\displaystyle {\ce {C46H65N15O12S2}}} | Antidiuretisch hormoon           |

## C47
| Brutoformule                        | Naam                            |
| ----------------------------------- | ------------------------------- |
| {\displaystyle {\ce {C47H51NO14}}}  | Paclitaxel                      |
| {\displaystyle {\ce {C47H58N4O12}}} | Rifampicine                     |
| {\displaystyle {\ce {C47H70O14}}}   | Avermectine B1b ~ in abamectine |
| {\displaystyle {\ce {C47H72O14}}}   | Ivermectine B1b                 |
| {\displaystyle {\ce {C47H73NO17}}}  | Amfotericine B                  |
| {\displaystyle {\ce {C47H75NO17}}}  | Nystatine                       |

## C48
| Brutoformule                        | Naam                                                |
| ----------------------------------- | --------------------------------------------------- |
| {\displaystyle {\ce {C48H66N6O6}}}  | Octyltriazon                                        |
| {\displaystyle {\ce {C48H72O14}}}   | Avermectine B1a ~ in abamectine                     |
| {\displaystyle {\ce {C48H74O14}}}   | Ivermectine B1a ~ Ook wel: Dihydroavermectine B1a   |
| {\displaystyle {\ce {C48H80O40}}}   | γ-Cyclodextrine ~ Ook wel: γ-CD ~ als Cyclodextrine |
| {\displaystyle {\ce {C48H86CaO12}}} | Calciumstearoyllactaat                              |

## C49
| Brutoformule                         | Naam                        |
| ------------------------------------ | --------------------------- |
| {\displaystyle {\ce {C49H56O6N4Fe}}} | Heem a ~ als heemverbinding |
| {\displaystyle {\ce {C49H58O5N4Fe}}} | Heem d ~ als heemverbinding |